# Frontière entre la Floride et la Géorgie

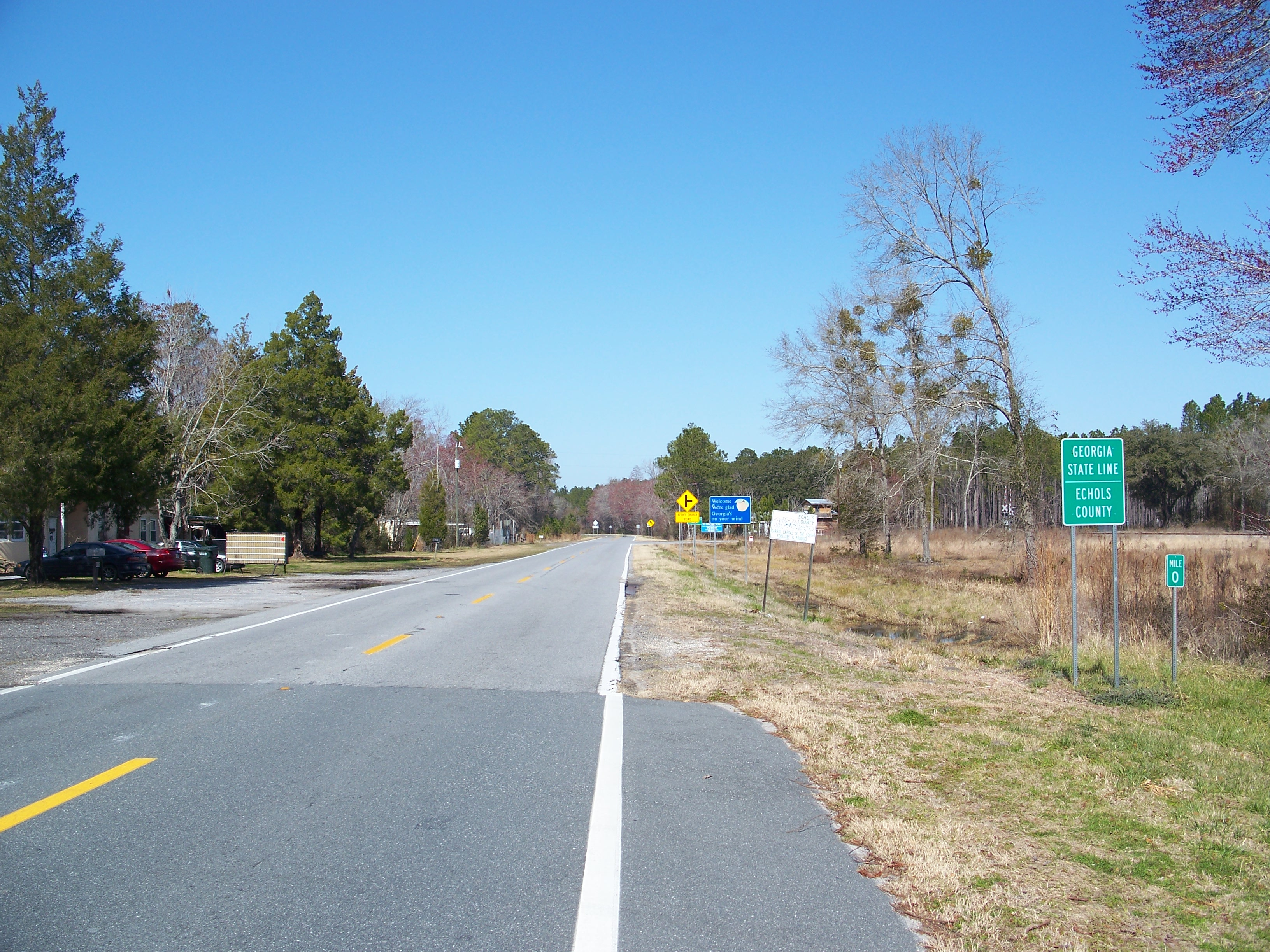
Entrée en Géorgie depuis la Floride.

La frontière entre la Floride et la Géorgie est une frontière intérieure des États-Unis délimitant les territoires de la Floride au sud et de la Géorgie au nord. 
Le tracé débute à l'ouest par le cours de la rivière Chattahoochee entre le 31e parallèle nord et la rive sud du Lac Séminole, puis elle suit une frontière rectiligne jusqu'à la source du fleuve Saint-Marys, puis suis le cours de ce dernier jusqu'à son embouchure.